# Хантли, Чет
Чет (Честер) Хантли (англ. Chester Robert «Chet» Huntley ; 1911—1974) — американский радио- и телекомментатор, широко известный по работе на канале NBC в вечернем выпуске новостей совместно с Дэвидом Бринкли — The Huntley-Brinkley Report, проработав здесь с 1956 года 14 лет.

## Биография
Родился 10 декабря 1911 года в городе Кардуэлл, штат Монтана в семье Percy Adams Huntley и Blanche Wadine Huntley (урождённой Tatham). Был единственным сыном и самым старшим в семье из четырёх детей. Отец работал телеграфистом на Северной Тихоокеанской железной дороге (англ. Northern Pacific Railway) и семья часто переезжала из города в город в штате Монтана, когда Честер был ребёнком.
Окончив среднюю школу Whitehall High School штата Монтана, посещал Университет штата Монтана в городе Бозмен, где стал членом братства Sigma Alpha Epsilon. Затем учился в колледже искусств Cornish College of the Arts в Сиэтле и в конце-концов окончил в 1934 году Вашингтонский университет по специальности в области речи.
Хантли начал свою карьеру на радио в выпусках новостей на радиостанции KIRO (AM) в Сиэтле, затем работал на радиостанциях в Спокане) и Портленде. В 1937 году поступил на работу в KFI в Лос-Анджелесе, затем перешел на  CBS Radio, где работал с 1939 по 1951 годы. В 1951-1955 годах работал на  ABC Radio, в 1955 году — на радио NBC Radio. В 1956 году Чет Хантли начал работать на NBC, ведя совместную программу с Дэвидом Бринкли — The Huntley-Brinkley Report. Отработав последнюю передачу 31 июля 1970 года, он вернулся в Монтану, где жил в курортном городке Big Sky.
Умер 20 марта 1974 года в городе Биг-Скай от рака легких. Был похоронен в городе Бозмен на кладбище Sunset Hills Cemetery.
В 1956 году Хантли был удостоен премии Alfred I. duPont Award. В 1988 году был введён в американский Зал славы телевидения. 
Дважды был женат — на Ingrid Rolin (1936-1959 годы) и Tippy Stringer (1959-1974 годы). От первого брака у него было две дочери. 